# Фрімонт (Індіана)
Фрімонт (англ. Fremont) — місто (англ. town) в США, в окрузі Стойбен штату Індіана. Населення — 2034 особи (2020).

## Географія
Фрімонт розташований за координатами 41°43′49″ пн. ш. 84°56′5″ зх. д. / 41.73028° пн. ш. 84.93472° зх. д. (41.730311, -84.934649).  За даними Бюро перепису населення США в 2010 році місто мало площу 5,75 км², з яких 5,74 км² — суходіл та 0,02 км² — водойми.

## Демографія
Згідно з переписом 2010 року, у місті мешкало 2138 осіб у 815 домогосподарствах у складі 561 родини. Густота населення становила 372 особи/км².  Було 878 помешкань (153/км²).
Расовий склад населення:
| - 98,6 % — білих - 0,3 % — азіатів - 0,2 % — корінних американців - 0,2 % — чорних або афроамериканців |

До двох чи більше рас належало 0,3 %. Частка іспаномовних становила 1,8 % від усіх жителів.
За віковим діапазоном населення розподілялося таким чином: 29,1 % — особи молодші 18 років, 60,4 % — особи у віці 18—64 років, 10,5 % — особи у віці 65 років та старші. Медіана віку мешканця становила 33,1 року. На 100 осіб жіночої статі у місті припадало 93,7 чоловіків;  на 100 жінок у віці від 18 років та старших — 87,9 чоловіків також старших 18 років.
Середній дохід на одне домашнє господарство  становив 57 049 доларів США (медіана — 41 287), а середній дохід на одну сім'ю — 65 981 долар (медіана — 50 833). Медіана доходів становила 41 625 доларів для чоловіків та 30 284 долари для жінок. За межею бідності перебувало 13,9 % осіб, у тому числі 22,5 % дітей у віці до 18 років та 6,7 % осіб у віці 65 років та старших.
Цивільне працевлаштоване населення становило 1228 осіб. Основні галузі зайнятості: виробництво — 31,8 %, роздрібна торгівля — 17,3 %, мистецтво, розваги та відпочинок — 12,4 %, освіта, охорона здоров'я та соціальна допомога — 12,0 %.